# Pectiniunguis albemarlensis
Pectiniunguis albemarlensis är en mångfotingart som beskrevs av Chamberlin 1914. Pectiniunguis albemarlensis ingår i släktet Pectiniunguis och familjen småjordkrypare. Inga underarter finns listade i Catalogue of Life.